# فتحیه چتین
فتحیه چتین (انگلیسی: Fethiye Çetin; زاده ۴ مه ۱۹۵۰ در شهر «مادن» ناحیه الازیغ، ترکیه)، فعال حقوق بشر، نویسنده، وکیل تُرک، ارمنی‌تبار است.

## زندگی‌نامه
فتحیه چتین تحصیلات ابتدایی و متوسطه را در زادگاه خود و شهر الازیغ گذراند. مدتی به شغل معلمی مشغول شد و هم‌زمان به تحصیل در دانشکدهٔ حقوق آنکارا پرداخت.
در سال ۱۹۸۰ میلادی با روی کار آمدن نظامیان، فتحیه چتین بازداشت و به سه سال حبس در زندان نظامی آنکارا محکوم شد. در حال حاضر فتحیه چتین در استانبول اقامت دارد، از وکلای بنام و مبارز ترکیه و عضو انجمن وکلای استانبول است، عضو کمیتهٔ اجرایی حقوق بشر استانبول و سخنگوی گروه کاری حقوق اقلیت هاست. او وکالت هرانت دینک، را در دادگاه‌های ترکیه برعهده داشته و پس از کشته شدن او وکالت خانوادهٔ دینک برعهدهٔ اوست.

## کتاب
کتاب مادربزرگ من در سال ۲۰۰۴ میلادی در ترکیه انتشار یافت و در مدتی کوتاه به چاپ هفتم رسید و به زبان‌های انگلیسی، فرانسه، یونانی، ایتالیایی و ارمنی ترجمه شده‌است.
مادربزرگ که همه او را زنی تُرک با نام «سحر» می‌دانستند به امید یافتن اقوام خود در آمریکا نزد نوه اش زبان به اعتراف می‌گشاید و می‌گوید ارمنی است و تا سال ۱۹۱۵ میلادی مسیحی بوده‌است. مادربزرگ از نسل‌کشی ارمنی‌ها، تخلیهٔ روستاها و تبعید و کوچ اجباری مردم که خود نیز از آن‌ها بی نصیب نمانده سخن می‌گوید.